# 아우토크라토르

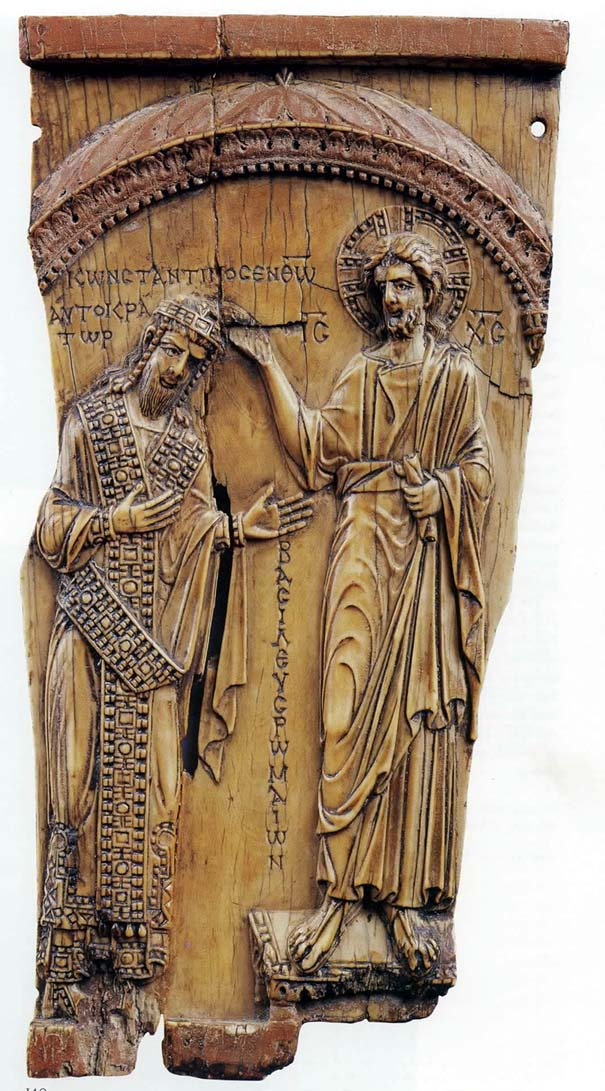
콘스탄티노스 7세 포르피로젠토스 황제가 예수의 관을 씌운 상아 판으로 "콘스탄티노스는 하느님 안에서 충실한 로마의 아프토크라토르이자 바실레프스이다."라는 전설이 새겨져 있다.

아우토크라토르(고대 그리스어: αὐτοκράτωρ) 또는 아프토크라토르(그리스어: αυτοκράτωρ)는 상급자에 의해 제지받지 않는 개인에게 부여되는 그리스어 용어이자 라틴어 칭호 임페라토르의 번역어로, 로마 황제와 총사령관에게 부여되었다. 영어로 전제정치를 의미하는 autocracy, 전제자 또는 전제군주를 의미하는 autocrat가 이 단어에서 유래하였으며, 현대 그리스어에서는 황제를 의미하는 단어로 사용된다. 